# Coronilla
Ne doit pas être confondu avec coronille (fruit).
Genre
Classification phylogénétique
Coronilla, les Coronilles en français, est un genre de plantes à fleurs de la famille des Fabaceae. Il est composé de onze espèces, toutes originaires de l'Europe et de la région méditerranéenne.

## Nomenclature et étymologie
Le nom de genre Coronilla a été adopté par Carl Linné en 1753 dans Species Plantarum 2: 742.
En 1718, le botaniste pré-linnéen Tournefort avait décrit le genre Coronilla dans Institutiones rei herbariae. Linné a généralement repris les noms de genres de Tournefort donnés dans Institutiones rei herbariae.
Le nom de genre Coronilla vient du diminutif de corona « couronne » de l’espagnol car les fleurs sont disposées en couronne (inflorescence en ombelle). Selon Clusius (Rariorum aliquot, 1576), L’Obel a repris le nom populaire espagnol Coronilla del Rey, « petite couronne du Roi ».

## Toxicité
Toutes les coronilles doivent être considérées comme toxiques en raison de la présence, surtout dans les graines, d'hétérosides cardiotoxiques proches de ceux de la digitale (coronilloside, hyrcanoside), et dans les fleurs d'un alcaloïde, la cytisine.

## Confusions possibles
Les coronilles herbacées ressemblent à des vesces mais leurs feuilles composées ne sont pas terminées par une vrille. Les coronilles arbrisseaux pourraient être confondues avec le genêt à balais dont les boutons floraux sont parfois conservés dans le vinaigre comme les câpres et les graines torréfiées utilisées comme succédané du café.

## Liste des espèces
Selon Plants of the World online (POWO) (22 mai 2022) :
- Coronilla atlantica (Boiss. & Reut.) Boiss.
- Coronilla carinata (Lassen) D.D.Sokoloff
- Coronilla coronata L.
- Coronilla cretica L.
- Coronilla dura (Cav.) Boiss.
- Coronilla elegans Pancic
- Coronilla globosa Lam.
- Coronilla juncea L.
- Coronilla lassenii D.D.Sokoloff
- Coronilla libanotica Boiss.
- Coronilla minima L.
- Coronilla montserratii P.Fraga & Rosselló
- Coronilla orientalis Mill.
- Coronilla ramosissima (Ball) Ball
- Coronilla repanda (Poir.) Guss.
- Coronilla rostrata Boiss. & Spruner
- Coronilla scorpioides (L.) W.D.J.Koch
- Coronilla securidaca L.
- Coronilla somalensis Thulin
- Coronilla talaverae Lahora & Sánchez-Gómez
- Coronilla vaginalis Lam.
- Coronilla valentina L.
- Coronilla varia L. ≡ Securigera varia (L.) Lassen subsp. varia 1989
- Coronilla viminalis Salisb.

D'autres espèces ont été déplacées du genre Coronilla. C'est notamment le cas de l' espèce
- Coronilla emerus L. = Hippocrepis emerus (L.) Lassen subsp. emerus 1989

Une espèce possède un synonyme :
- Coronilla varia L. = Securigera varia (L.) Lassen subsp. varia 1989

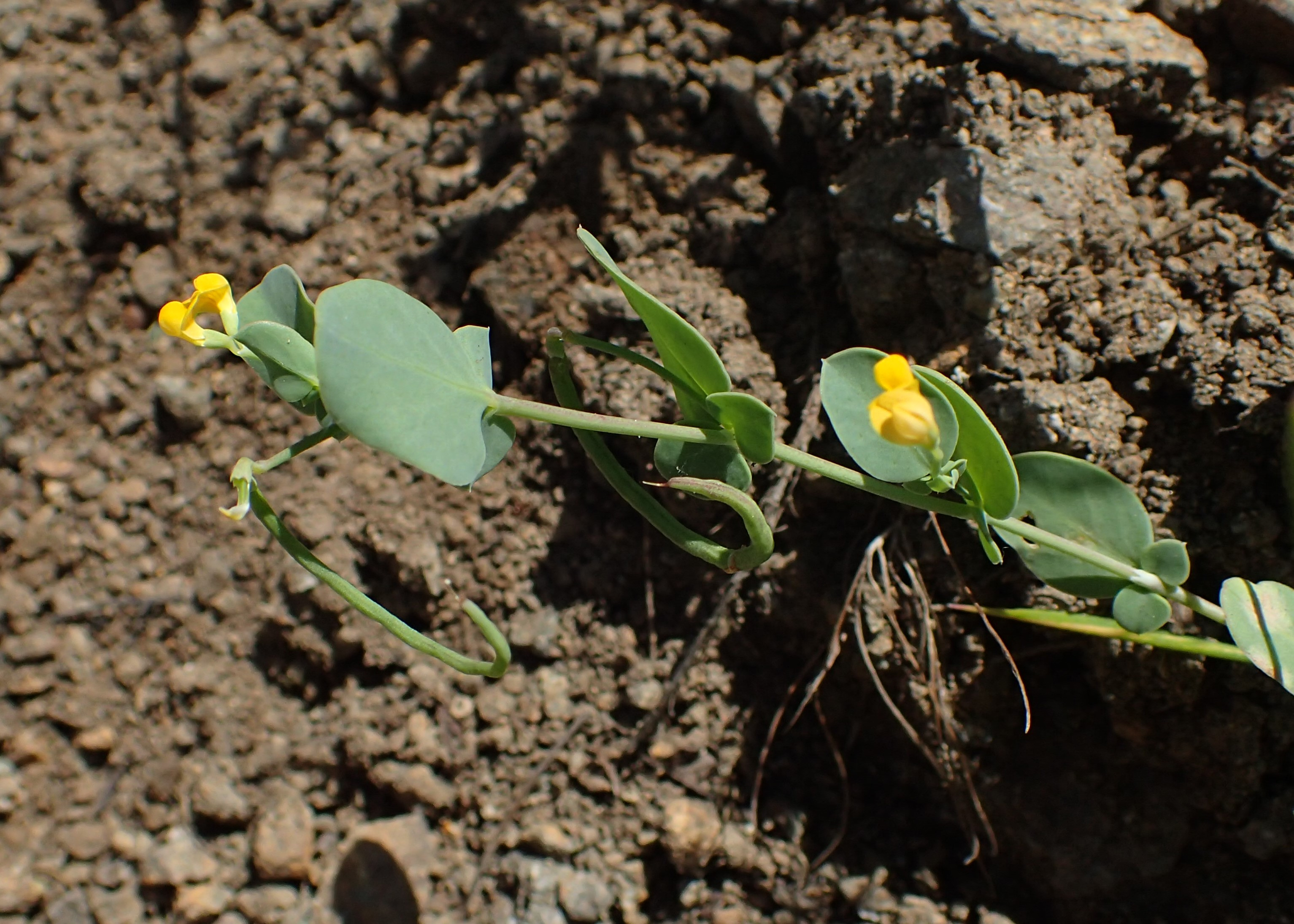
Coronilla scorpioides
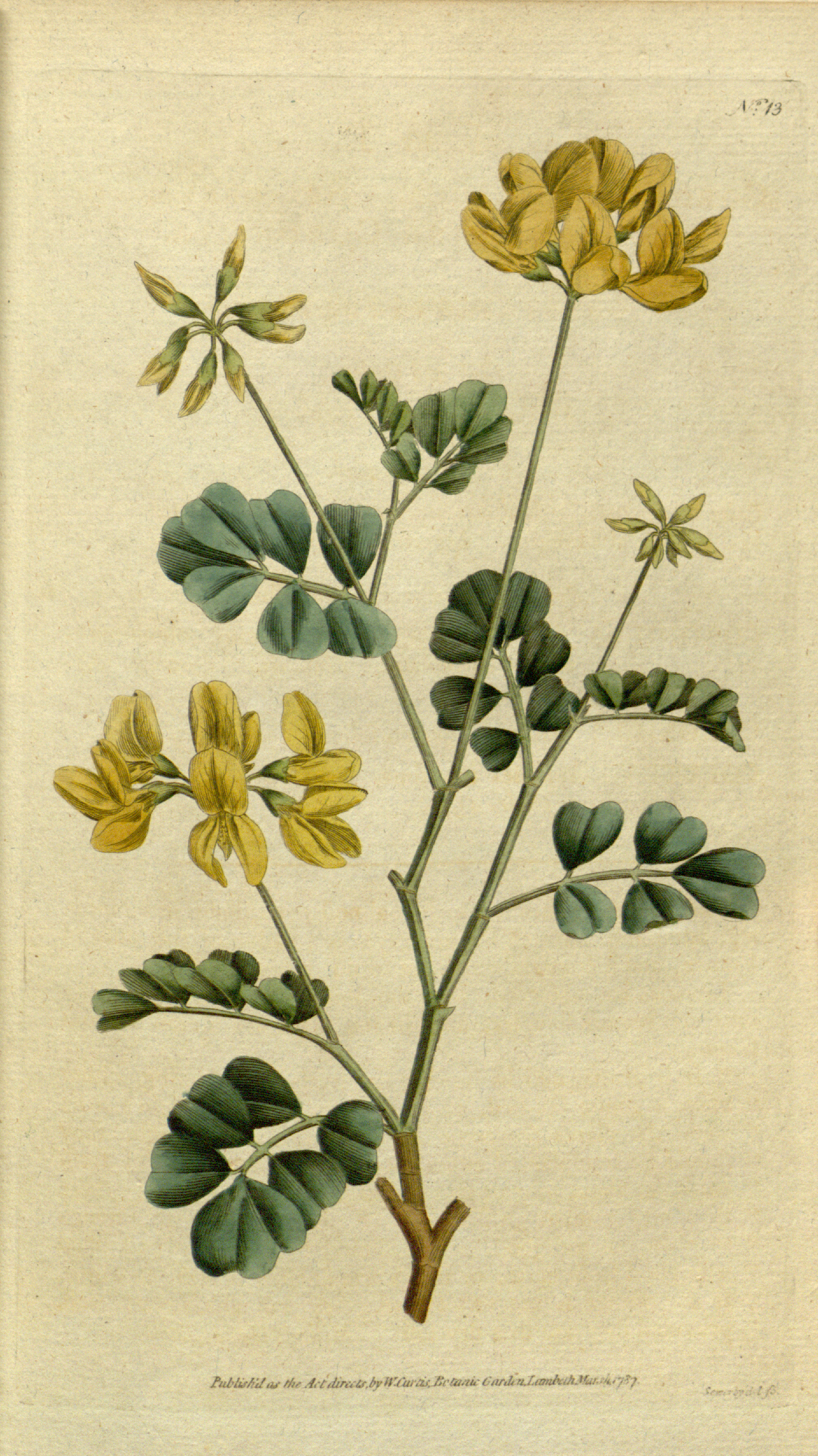
Coronilla valentina
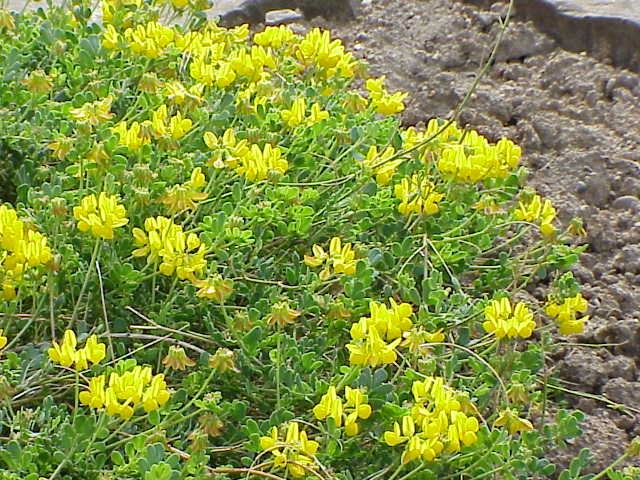
Coronilla minima